# Escultura Reto (Itagüí)
La Escultura Reto  es un monumento  de 8  metros  situado en un parque llamado El Artista, en la ciudad de Itagüí, en Colombia. 

## Concepción
Fue construida en el periodo de  1991  -  1993 por el maestro Salvador Arango. Está situada en un parque llamado El Artista en la ciudad de Itagüí, Colombia. Es considerada una de las esculturas más importantes de la ciudad y de la  región.  
Fue construida por iniciativa del Gobierno de Itagüí como un proyecto social y cultural para el sector. La escultura está inspirada en los retos de la humanidad y su importancia para darle un sentido a la vida.
Ha recibido reconocimientos como obra destacada de Antioquia junto a otras obras representativas de la ciudad de Medellín.